# Светски куп у биатлону 2012/13.
Светски куп у биатлону 2012/13. је низ од 9 међународних такмичења у биатлону и Светско првенство у биатлону 2013, која се одржавају крајем 2012. и почетком 2013. године и бодују се за Светски куп. Такмичење је почело 24. новембра 2012. тркама у Естерсунду Шведској, а завршава се 17. марта у Ханти-Мансијску у Русији, док се Светско првенство одржава од 7. до 17. фебруара 2013. у Новом Месту у Чешкој.
Носиоци трофеја у генералном пласману Светског купа у биатлону 2011/12. су Француз Мартен Фуркад у мушкој, а Немица Магдалена Нојнер у женској конкуренцији.

## Број учесника по државама
Број биатлонаца неке државе који учествују у Светском купу, одређује се на основу пласмана те државе у Светском купу претходне сезоне. У складу са резултатима националног тима претходне сезоне Светски куп 2012/13. ће се састојати од спортиста следећих земаља:
| Место у светском купу             | Регистровано                      | Стартује                          | Мушкарци                                                                                                | Жене                                                                                         | Укупно |
| --------------------------------- | --------------------------------- | --------------------------------- | --- | -------------------------------------------------------------------------------------------- | ------ |
| од 1. по 5.                       | 8                                 | 6                                 | Русија, Француска, Немачка, Норвешка, Шведска                                                           | Русија, Немачка, Француска, Норвешка, Bелорусија                                             | 30     |
| од 6. до 10.                      | 7                                 | 5                                 | Чешка, Аустрија, Италија, Сједињене Државе, Украјина                                                    | Украјина, Шведска, Пољска, Словачка, Италија                                                 | 25     |
| с 11 по 15                        | 6                                 | 4                                 | Словенија, Швајцарска, Bелорусија, Бугарска, Словачка                                                   | Сједињене Државе, Србија, Чешка, Канада, Бугарска                                            | 20     |
| с 16 по 20                        | 5                                 | 3                                 | Естонија, Канада, Пољска, Финска, Летонија                                                              | Румунија, Словенија, Естонија, Казахстан, Јапан                                              | 15     |
| с 21 по 25                        | 4                                 | 2                                 | Јапан, Казахстан, ВБ, Србија, Литванија                                                                 | Аустрија, Швајцарска, Литванија, Кина, Јужна Кореја                                          | 10     |
| с 26 по 30                        | 3                                 | 1                                 | Кина, Румунија, Јужна Кореја, Аустралија, Шпанија                                                       | Андора, Летонија, ВБ, Јерменија, Мађарска                                                    | 5      |
| не постје тимови до старта сезоне | не постје тимови до старта сезоне | не постје тимови до старта сезоне | Белгија, Холандија, Турска, Мађарска, Хрватска, Македонија, Гренланд, БИХ, Молдавија, Грчка, Узбекистан | Холандија, Нови Зеланд, Шпанија, Бразил, Молдавија, Гренланд, БИХ, Аустралија, Турска, Грчка |        |

## Календар такмичења
За резултате у Светском купу, бодоваће се трке у склопу 9 такмичења и трка у склопу Светског првенства, које ће се одржати у Руполдингу
| Место                              | Датум                              | Спр | Пот | МС | Пој | Шт | МШт | Белешке  |
| ---------------------------------- | ---------------------------------- | --- | --- | -- | --- | -- | --- | -------- |
| Естерсунд, Шведска                 | 24. новембар — 2. децембар         | ●   | ●   |    | ●   |    | ●   | 1. коло  |
| Хохфилцен, Аустрија                | 5 — 11. децембар                   | ●   | ●   |    |     | ●  |     | 2. коло  |
| Покљука, Словенија                 | 12 — 16. децембар                  | ●   | ●   | ●  |     |    |     | 3. коло  |
| Оберхоф Немачка                    | 4 — 8. јануар                      | ●   | ●   |    |     | ●  |     | 4. коло  |
| Руполдинг, Немачка                 | 3 — 6. јануар                      | ●   |     | ●  |     | ●  |     | 5. коло  |
| Антхолц, Италија                   | 16 — 20. јануар                    | ●   | ●   |    |     | ●  |     | 6. коло  |
| Ново Место, Чешка                  | 7. — 17. фебруар                   | ●   | ●   | ●  | ●   | ●  | ●   | СП 2013. |
| Холменколен, Норвешка              | 28. фебруар — 3. март              | ●   | ●   | ●  |     |    |     | 7. коло  |
| Сочи, Русија                       | 7 — 10. март                       | ●   |     |    | ●   | ●  |     | 8. коло  |
| Ханти-Мансијск, Русија             | 14 — 17. март                      | ●   | ●   | ●  |     |    |     | 9. коло  |
| Укупно подељено 66 комплета медаља | Укупно подељено 66 комплета медаља | 20  | 16  | 10 | 6   | 12 | 2   |          |

## Бодовање
| Место  | 1  | 2  | 3  | 4  | 5  | 6  | 7  | 8  | 9  | 10 | 11 | 12 | 13 | 14 | 15 | 16 | 17 | 18 | 19 | 20 | 21 | 22 | 23 | 24 | 25 | 26 | 27 | 28 | 29 | 30 | 31 | 32 | 33 | 34 | 35 | 36 | 37 | 38 | 39 | 40 |
| ------ | -- | -- | -- | -- | -- | -- | -- | -- | -- | -- | -- | -- | -- | -- | -- | -- | -- | -- | -- | -- | -- | -- | -- | -- | -- | -- | -- | -- | -- | -- | -- | -- | -- | -- | -- | -- | -- | -- | -- | -- |
| Бодови | 60 | 54 | 48 | 43 | 40 | 38 | 36 | 34 | 32 | 31 | 30 | 29 | 28 | 27 | 26 | 25 | 24 | 23 | 22 | 21 | 20 | 19 | 18 | 17 | 16 | 15 | 14 | 13 | 12 | 11 | 10 | 9  | 8  | 7  | 6  | 5  | 4  | 3  | 2  | 1  |

## Мушкарци

### Резултати
| Датум                              | Место          | Држава    | Дисциплина | Првопласирани                                                                                            | Другопласирани                                                                                  | Трећепласирани                                                                  | Детаљи  |
| ---------------------------------- | -------------- | --------- | ---------- | --- | ----------------------------------------------------------------------------------------------- | ------------------------------------------------------------------------------- | ------- |
| 28. новембар 2012.                 | Естерсунд      | Шведска   | ПОЈ        | Мартен Фуркад                                                                                            | Доминик Ландертингер                                                                            | Ерик Лесер                                                                      | детаљи  |
| 1. децембар 2012.                  | Естерсунд      | Шведска   | СП         | Жан-Филип Леглек                                                                                         | Алексис Беф                                                                                     | Кристоф Суман                                                                   | детаљи  |
| 2. децембар 2012.                  | Естерсунд      | Шведска   | ПОТ        | Мартен Фуркад                                                                                            | Андреас Бирнбахер                                                                               | Антон Шипулин                                                                   | детаљи  |
| 7. децембар 2012                   | Хохфилцен      | Аустрија  | СП         | Андреас Бирнбахер                                                                                        | Мартен Фуркад                                                                                   | Јаков Фак                                                                       | детаљи  |
| 8. децембар 2012.                  | Хохфилцен      | Аустрија  | ПОТ        | Јаков Фак                                                                                                | Дмитриј Малишко                                                                                 | Мартен Фуркад                                                                   | детаљи  |
| 9. децембар 2012.                  | Хохфилцен      | Аустрија  | ШТ         | Норвешка · Ларс Хелге Биркеланд · Оле Ејнар Бјерндален · Vetle Sjåstad Christiansen · Henrik L’Abée-Lund | Француска · Венсан Же · Жан Гијом Беатрис · Алексис Беф · Мартен Фуркад                         | Русија · Антон Шипулин · Андреј Маковејев · Јевгениј Устјугов · Дмитриј Малишко | детаљи  |
| 13. децембар 2012.                 | Покљука        | Словенија | СП         | Јаков Фак                                                                                                | Емил Хегле Свендсен                                                                             | Мартен Фуркад                                                                   | детаљи  |
| 15. децембар 2012.                 | Покљука        | Словенија | ПОТ        | Емил Хегле Свендсен                                                                                      | Онджеј Моравец                                                                                  | Мартен Фуркад                                                                   | детаљи  |
| 16. децембар 2012.                 | Покљука        | Словенија | МС         | Андреас Бирнбахер                                                                                        | Јаков Фак                                                                                       | Тим Берк                                                                        | детаљи  |
| 4. јануар 2013                     | Оберхоф        | Немачка   | ШТ         | Русија · Алексеј Волков · Јевгениј Граничев · Антон Шипулин · Дмитриј Малишко                            | Норвешка · Henrik L’Abée-Lund · Оле Ејнар Бјерндален · Erlend Bjøntegaard · Емил Хегле Свендсен | Немачка · Симон Шемп · Ерик Лесер · Арнд Пајфер · Флоријан Граф                 | детаљи  |
| 5 јануар 2013.                     | Оберхоф        | Немачка   | СП         | Дмитриј Малишко                                                                                          | Јевгениј Граничев                                                                               | Емил Хегле Свендсен                                                             | детаљи  |
| 6. јануар 2013.                    | Оберхоф        | Немачка   | ПОТ        | Дмитриј Малишко                                                                                          | Јевгениј Граничев                                                                               | Онджеј Моравец                                                                  | детаљи  |
| 10. јануар 2013.                   | Руполдинг      | Немачка   | ШТ         | Француска · Симон Фуркад · Жан Гијом Беатрис · Алексис Беф · Мартен Фуркад                               | Норвешка · Ларс Хелге Биркеланд · Тарјеј Бе · Henrik L'Abee Lund · Емил Хегле Свендсен          | Аустрија · Зимон Едер · Фридрих Пинтер · Доминик Ландертингер · Кристоф Зуман   | детаљи  |
| 12. јануар 2013.                   | Руполдинг      | Немачка   | СП         | Мартен Фуркад                                                                                            | Јевгениј Устјугов                                                                               | Андреј Маковејев                                                                | детаљи  |
| 13. јануар 2013.                   | Руполдинг      | Немачка   | МС         | Мартен Фуркад                                                                                            | Дмитриј Малишко                                                                                 | Емил Хегле Свендсен                                                             | детаљи  |
| 18. јануар 2013.                   | Антхолц        | Италија   | СП         | Антон Шипулин                                                                                            | Емил Хегле Свендсен                                                                             | Јаков Фак                                                                       | деатаљи |
| 19. јануар 2013.                   | Антхолц        | Италија   | ПОТ        | Антон Шипулин                                                                                            | Јаков Фак                                                                                       | Данијел Мезотич                                                                 | детаљи  |
| 20. јануар 2013.                   | Антхолц        | Италија   | ШТ         | Симон Фуркад Жан Гијом Беатрис Алексис Беф Мартен Фуркад                                                 | Антон Шипулин Јевгениј Устјугов Јевгениј Гараничев Дмитри Малишко                               | Зимон Едер Кристоф Зуман Данијел Мезотич Доминик Ландертингер                   | детаљи  |
| Светско првенство у биатлону 2013. |                |           |            | |                                                                                                 |                                                                                 |         |
| 9. фебруар 2013.                   | Ново Место     | Чешка     | СП         | Емил Хегле Свендсен                                                                                      | Мартен Фуркад                                                                                   | Јаков Фак                                                                       | детаљи  |
| 10. фебруар 2013.                  | Ново Место     | Чешка     | ПОТ        | Емил Хегле Свендсен                                                                                      | Мартен Фуркад                                                                                   | Антон Шипулин                                                                   | детаљи  |
| 14. фебруар 2013.                  | Ново Место     | Чешка     | ПОЈ        | Мартен Фуркад                                                                                            | Тим Берк                                                                                        | Фредрик Линдстрем                                                               | детаљи  |
| 16. фебруар 2013.                  | Ново Место     | Чешка     | ШТ         | Оле Ејнар Бјерндален Henrik L'Abee Lund Тарјеј Бе Емил Хегле Свендсен                                    | Симон Фуркад Жан Гијом Беатрис Алексис Беф Мартен Фуркад                                        | Симон Шемп Андреас Бирнбахер Арнд Пајфер Ерик Лесер                             | детаљи  |
| 17. фебруар 2013.                  | Ново Место     | Чешка     | МС         | Тарјеј Бе                                                                                                | Антон Шипулин                                                                                   | Емил Хегле Свендсен                                                             | детаљи  |
| 28. фебруар 2013.                  | Холменколен    | Норвешка  | СП         | Тарјеј Бе                                                                                                | Мартен Фуркад                                                                                   | Андриј Дериземља                                                                | детаљи  |
| 2. март 2013.                      | Холменколен    | Норвешка  | ПОТ        | Мартен Фуркад                                                                                            | Тарјеј Бе                                                                                       | Александар Логинов                                                              | детаљи  |
| 3. март 2013.                      | Холменколен    | Норвешка  | МС         | Онджеј Моравец                                                                                           | Мартен Фуркад                                                                                   | Ерик Лесер                                                                      | детаљи  |
| 7. март 2013.                      | Сочи           | Русија    | ПОЈ        | Мартен Фуркад                                                                                            | Андреас Бирнбахер                                                                               | Сергиј Семенов                                                                  | детаљи  |
| 9. март 2013.                      | Сочи           | Русија    | СП         | Мартен Фуркад                                                                                            | Јевгениј Устјугов                                                                               | Henrik L'Abée-Lund                                                              | детаљи  |
| 10. март 2013                      | Сочи           | Русија    | ШТ         | Антон Шипулин Александар Логинов Дмитриј Малишко Јевгениј Устјугов                                       | Ерик Лесер Андреас Бирнбахер Арнд Пајфер Бенедикт Дел                                           | Михал Шлесингр Јарослав Соукуп Вик Јанов Онджеј Моравец                         | детаљи  |
| 15. март 2013.                     | Ханти-Мансијск | Русија    | СП         | Мартен Фуркад                                                                                            | Лукас Хофер                                                                                     | Андреас Бирнбахер                                                               | детаљи  |
| 16. март 2013.                     | Ханти-Мансијск | Русија    | ПОТ        | Кристоф Зуман                                                                                            | Симон Фуркад                                                                                    | Мартен Фуркад Михал Шлесингр                                                    | детаљи  |
| 17. март 2013.                     | Ханти-Мансијск | Русија    | МС         | Мартен Фуркад                                                                                            | Доминик Ландертингер                                                                            | Емил Хегле Свендсен                                                             | детаљи  |

Легенда
| СП  | Спринт (10 км)        |
| ПОТ | Потера (12,5 км)      |
| МС  | Масовни старт (15 км) |
| ПОЈ | Појединачно (20 км)   |
| ШТ  | Штафета (4 х 7,5)     |
| МШТ | Мешовита штафета      |

### Коначни пласман
| Поз. | Име                  | Држава           | Бодови |
| ---- | -------------------- | ---------------- | ------ |
| 1.   | Мартен Фуркад        | Француска        | 1248   |
| 2.   | Емил Хегле Свендсен  | Норвешка         | 827    |
| 3.   | Доминик Ландертингер | Аустрија         | 715    |
| 4.   | Јаков Фак            | Словенија        | 709    |
| 5.   | Андреас Бирнбахер    | Немачка          | 691    |
| 6.   | Јевгениј Устјугов    | Русија           | 677    |
| 7.   | Фредерик Линдстрем   | Шведска          | 654    |
| 8.   | Дмитриј Малишко      | Русија           | 645    |
| 9.   | Антон Шипулин        | Русија           | 618    |
| 10.  | Тим Берк             | Сједињене Државе | 615    |

| Поз. | Име                 | Држава    | Бодови |
| ---- | ------------------- | --------- | ------ |
| 1.   | Мартен Фуркад       | Француска | 484    |
| 2.   | Емил Хегле Свендсен | Норвешка  | 315    |
| 3.   | Јевгениј Устјугов   | Русија    | 315    |
| 3    | Јаков Фак           | Словенија | 302    |
| 5.   | Симон Едер          | Аустрија  | 260    |

| Поз. | Имр                 | Држава    | Бодови |
| ---- | ------------------- | --------- | ------ |
| 1.   | Мартен Фуркад       | Француска | 388    |
| 2.   | Емил Хегле Свендсен | Норвешка  | 287    |
| 3.   | Антон Шипулин       | Русија    | 247    |
| 3.   | Фредерик Линдстрем  | Шведска   | 240    |
| 5.   | Дмитриј Малишко     | Русија    | 231    |

| Поз. | Име                 | Држава           | Бодови |
| ---- | ------------------- | ---------------- | ------ |
| 1.   | Мартен Фуркад       | Француска        | 248    |
| 2.   | Емил Хегле Свендсен | Норвешка         | 182    |
| 3.   | Тим Берк            | Сједињене Државе | 167    |
| 4.   | Андреас Бирнбахер   | Немачка          | 163    |
| 5    | Онджеј Моравец      | Чешка            | 162    |

| Поз. | Име                  | Држава           | Бодови |
| ---- | -------------------- | ---------------- | ------ |
| 1    | Мартен Фуркад        | Француска        | 180    |
| 4    | Андреас Бирнбахер    | Немачка          | 104    |
| 3.   | Тим Берк             | Сједињене Државе | 102    |
| 4    | Доминик Ландертингер | Аустрија         | 100    |
| 5    | Ондреј Моравец       | Чешка            | 97     |

| Поз. | Држава    | Бодови |
| ---- | --------- | ------ |
| 1.   | Русија    | 305    |
| 2.   | Норвешка  | 302    |
| 3.   | Француска | 296    |
| 4.   | Немачка   | 267    |
| 5.   | Аустрија  | 243    |

| Поз. | Држава     | Бодови |
| ---- | ---------- | ------ |
| 1.   | Русија     | 7.749  |
| 2.   | Норвешка   | 7.692  |
| 3.   | Француска  | 7.656  |
| 4.   | Немачка    | 7.227  |
| 5.   | Аустралија | 6.905  |

## Жене

### Резултати
| Датум                              | Место          | Држава    | Дисциплина | Првопласирана                                                                      | Другопласирана                                                                     | Трећепласирана                                                                       | Детаљи |
| ---------------------------------- | -------------- | --------- | ---------- | ---------------------------------------------------------------------------------- | ---------------------------------------------------------------------------------- | ------------------------------------------------------------------------------------ | ------ |
| 29. новембар 2012.                 | Естерсунд      | Шведска   | ПОЈ        | Тора Бергер                                                                        | Дарија Домрачева                                                                   | Јекатерина Глазирина                                                                 | детаљи |
| 1. децембар 2012                   | Естерсунд      | Шведска   | СП         | Тора Бергер                                                                        | Олена Пидрушна                                                                     | Олга Вилухина                                                                        | детаљи |
| 2. децембар 2012                   | Естерсунд      | Шведска   | ПОТ        | Тора Бергер                                                                        | Дарија Домрачева                                                                   | Андреа Хенкел                                                                        | детаљи |
| 7. децембар 2012                   | Хохфилцен      | Аустрија  | СП         | Дарија Домрачева                                                                   | Кајса Мекерејнен                                                                   | Тора Бергер                                                                          | детаљи |
| 8. децембар 2012                   | Хохфилцен      | Аустрија  | ПОТ        | Синеве Солемдал                                                                    | Тора Бергер                                                                        | Кајса Мекерејнен                                                                     | детаљи |
| 9. децембар 2012                   | Хохфилцен      | Аустрија  | ШТ         | Норвешка · Фани Хорн · Синеве Солемдал · Хилде Фене · Тора Бергер                  | Украјина · Вита Семеренко · Ваљ Семеренко · Јулија Џума · Олена Пидрушна           | Русија · Јекатерина Глазирина · Олга Зајцева · Јекатерина Шумилова · Олга Вилухина   | детаљи |
| 13. децембар 2012                  | Покљука        | Словенија | СП         | Габријела Соукалова                                                                | Миријам Геснер                                                                     | Nadzeja Skardzina                                                                    | детаљи |
| 15. децембар 2012                  | Покљука        | Словенија | ПОТ        | Миријам Геснер                                                                     | Габријела Соукалова                                                                | Мари Дорен Абер                                                                      | детаљи |
| 16. децембар 2012                  | Покљука        | Словенија | МС         | Тора Бергер                                                                        | Миријам Геснер                                                                     | Габријела Соукалова                                                                  | детаљи |
| 3. јануар 2013.                    | Оберхоф        | Немачка   | ШТ         | Украјина · Јулија Џима · Ваљ Семеренко · Олена Пидрушна · Вита Семеренко           | Француска · Мари Лор Бруне · Анаис Бескон · Софи Буале · Мари Дорен Абер           | Немачка · Тина Бахман · Миријам Геснер · Франциска Хилдебранд · Надин Хорхлер        | детаљи |
| 5. јануар 2013.                    | Оберхоф        | Немачка   | СП         | Миријам Геснер                                                                     | Тора Бергер                                                                        | Андреа Хајнкел                                                                       | детаљи |
| 6. јануар 2013.                    | Оберхоф        | Немачка   | ПОТ        | Олга Зајцева                                                                       | Вероника Виткова                                                                   | Ваљ Семеренко                                                                        | детаљи |
| 9. јануар 2013.                    | Руполдинг      | Немачка   | ШТ         | Норвешка · Хилде Фене · Ан Кристин Флатланд · Синеве Солемдал · Тора Бергер        | Русија · Јекатерина Глазирина · Олга Вилухина · Јекатерина Шумилова · Олга Зајцева | Чешка · Вероника Виткова · Габријела Соукалова · Kristýna Černá · Veronika Zvařičová | детаљи |
| 11. јануар 2013.                   | Руполдинг      | Немачка   | СП         | Миријам Геснер                                                                     | Дарија Домрачева                                                                   | Кајса Мекерејнен                                                                     | детаљи |
| 13. јануар 2013.                   | Руполдинг      | Немачка   | МС         | Тора Бергер                                                                        | Дарија Домрачева                                                                   | Олга Зајцева                                                                         |        |
| 17. јануар 2013.                   | Антхолц        | Италија   | СП         | Анастасија Кузминова                                                               | Кајса Мекерејнен                                                                   | Дарија Домрачева                                                                     | детаљи |
| 19. јануар 2013.                   | Антхолц        | Италија   | ПОТ        | Тора Бергер                                                                        | Олена Пидрушна                                                                     | Кајса Мекерејнен                                                                     | детаљи |
| 20. јануар 2013.                   | Антхолц        | Италија   | ШТ         | Немачка · Франциска Хилдебранд · Миријам Геснер · Надин Хорхлер · Андреа Хајнкел\| | Русија · Јекатерина Глазирина · Олга Зајцева · Јекатерина Шумилова · Олга Вилухина | Француска · Анаис Бескон · Софи Буале · Мари Лор Бруне · Мари Дорен Абер             | детаљи |
| Светско првенство у биатлону 2013. |                |           |            |                                                                                    |                                                                                    |                                                                                      |        |
| 9. фебруар 2013.                   | Ново Место     | Чешка     | СП         | Олена Пидрушна                                                                     | Тора Бергер                                                                        | Вита Семеренко                                                                       | детаљи |
| 10. фебруар 2013.                  | Ново Место     | Чешка     | ПОТ        | Тора Бергер                                                                        | Кристина Палка                                                                     | Олена Пидрушна                                                                       | детаљи |
| 13. фебруар 2013.                  | Ново Место     | Чешка     | ПОЈ        | Тора Бергер                                                                        | Андреа Хајнкел                                                                     | Ваљ Семеренко                                                                        | детаљи |
| 15. фебруар 2013.                  | Ново Место     | Чешка     | ШТ         | НОР · Хилде Фене · Ан Кристин Флатланд · Синеве Солемдал · Тора Бергер             | УКР · Јулија Џима · Вита Семеренко · Ваљ Семеренко · Олена Пидрушна                | ИТА · Доротеа Вијерер · Никол Гонтије · Michela Ponza · Карин Оберхофер              | детаљи |
| 17. фебруар 2013.                  | Ново Место     | Чешка     | МС         | Дарија Домрачева                                                                   | Тора Бергер                                                                        | Моника Хојниш                                                                        | []     |
| 1. март 2013.                      | Холменколен    | Норвешка  | СП         | Тора Бергер                                                                        | Дарија Домрачева                                                                   | Анастасијаа Кузмина                                                                  | детаљи |
| 2. март 2013.                      | Холменколен    | Норвешка  | ПОТ        | Тора Бергер                                                                        | Мари Дорен Абер                                                                    | Анастасијаа Кузмина                                                                  | детаљи |
| 3. март 2013.                      | Холменколен    | Норвешка  | МС         | Тора Бергер                                                                        | Анастасијаа Кузмина                                                                | Дарија Домрачева                                                                     | детаљи |
| 7. март 2013.                      | Сочи           | Русија    | ПОЈ        | Дарија Домрачева                                                                   | Олга Зајцева                                                                       | Тора Бергер                                                                          | детаљи |
| 9. март 2013.                      | Сочи           | Русија    | СП         | Магдалена Гвиздоњ                                                                  | Анастазија Кузмина                                                                 | Тора Бергер                                                                          | детаљи |
| 10. март 2013.                     | Сочи           | Русија    | ШТ         | Немачка · Андреа Хајнкел · Еви Захенбахер-Штеле · Миријам Геснер · Лаура Далмајерr | Украјина · Јулија Џима · Олена Пидрушина · Ваљ Семеренко · Марија Панфилова        | Норвешка · Хилде Фене · Тирил Екхоф · Ан Кристин Флатланд · Тора Бергер              | детаљи |
| 14. март 2013.                     | Ханти-Мансијск | Русија    | СП         | Габријела Сукалова                                                                 | Андреа Хајнкел                                                                     | Миријам Геснер                                                                       | детаљи |
| 16. март 2013.                     | Ханти-Мансијск | Русија    | ПОТ        | Габријела Сукалова                                                                 | Олга Виљухина                                                                      | Тора Бергер                                                                          | детаљи |
| 17. март 2013.                     | Ханти-Мансијск | Русија    | МС         | Габријела Сукалова                                                                 | Мари Дорен Абер                                                                    | Кајса Мекерејнен                                                                     | детаљи |

### Коначан пласман
| Поз. | Име                 | Држава     | Бодови |
| ---- | ------------------- | ---------- | ------ |
| 1    | Тора Бергер         | Норвешка   | 1.234  |
| 2.   | Дарија Домрачева    | Белорусија | 924    |
| 3.   | Андреа Хајнкел      | Немачка    | 856    |
| 4.   | Мари Дорен Абер     | Француска  | 843    |
| 5.   | Кајса Мекерејнен    | Финска     | 834    |
| 6.   | Габријела Соукалова | Чешка      | 800    |
| 7.   | Анастасија Кузмина  | Словачка   | 769    |
| 8    | Олена Пидрушна      | Украјина   | 763    |
| 9.   | Миријам Геснер      | Немачка    | 745    |
| 10.  | Вита Семеренко      | Украјина   | 739    |

| Поз. | Име              | Држава     | Бодови |
| ---- | ---------------- | ---------- | ------ |
| 1.   | Тора Бергер      | Норвешка   | 428    |
| 2.   | Дарија Домрачева | Белорусија | 351    |
| 3.   | Миријам Геснер   | Немачка    | 337    |
| 4.   | Мари Дорен Абер  | Француска  | 325    |
| 5.   | Кајса Мекерејнен | Финска     | 324    |

| Поз. | Име              | Држава    | Бодови |
| ---- | ---------------- | --------- | ------ |
| 1.   | Тора Бергер      | Норвешка  | 417    |
| 2.   | Андреа Хајнкел   | Немачка   | 279    |
| 3.   | Мари Дорен Абер  | Француска | 277    |
| 4.   | Олена Пидрушна   | Украјина  | 265    |
| 5.   | Кајса Мекерејнен | Финска    | 255    |

| Поз. | Име              | Држава     | Бодови |
| ---- | ---------------- | ---------- | ------ |
| 1    | Тора Бергер      | Норвешка   | 262    |
| 2    | Дарија Домрачева | Белорусија | 200    |
| 3.   | Вита Семеренко   | Украјина   | 185    |
| 4.   | Мари Дорен Абер  | Француска  | 175    |
| 5.   | Кајса Мекерејнен | Финска     | 171    |

| Поз. | Име                | Држава     | Бодови |
| ---- | ------------------ | ---------- | ------ |
| 1    | Тора Бергер        | Норвешка   | 168    |
| 2.   | Андреа Хајнкел     | Немачка    | 131    |
| 3    | Дарија Домрачева   | Белорусија | 122    |
| 4    | Олга Зајцева       | Русија     | 107    |
| 5.   | Анастасија Кузмина | Словачка   | 104    |

| Поз. | Држава    | Бодови |
| ---- | --------- | ------ |
| 1.   | Норвешка  | 314    |
| 2    | Украјина  | 298.   |
| 3.   | Немачка   | 294    |
| 4.   | Русија    | 277    |
| 5.   | Француска | 258    |

| Поз. | Држава    | Бодови |
| ---- | --------- | ------ |
| 1.   | Норвешка  | 7.626  |
| 2.   | Немачка   | 7.556  |
| 3.   | Русија    | 7392   |
| 4.   | Украјина  | 7.386  |
| 5.   | Француска | 7.058  |

## Мешовито

### Резултати
| Датум                              | Место      | Држава  | Дисциплина | Првопласирани                                                              | Другопласирани                                                                     | Трећепласирани                                                                    | Детаљи |
| ---------------------------------- | ---------- | ------- | ---------- | -------------------------------------------------------------------------- | ---------------------------------------------------------------------------------- | --------------------------------------------------------------------------------- | ------ |
| 25.новембар 2012                   | Естерсунд  | Шведска | МШТ        | Русија · Олга Зајцева · Олга Вилухина · Алексеј Волков · Јевгениј Устјугов | Норвешка · Тора Бергер · Синеве Солемдал · Ерленд Бјентегард · Емил Хегле Свендсен | Чешка · Вероника Виткова · Габријела Сукалова · Михал Шлесингр · Онджеј Моравец   | детаљи |
| Светско првенство у биатлону 2013. |            |         |            |                                                                            |                                                                                    |                                                                                   |        |
| 7. фебруар 2013.                   | Ново Место | Чешка   | МШТ        | Норвешка · Тора Бергер · Синеве Солемдал · Тарјеј Бе · Емил Хегле Свендсен | Француска · Мари Лор Бруне · Мари Дорен Абер · Алексис Беф · Мартен Фуркад         | Чешка · Вероника Виткова · Габријела Соукалова · Јарослав Соукуп · Онджеј Моравец | детаљи |

Легенда:

МШТ = Мешовита штафета (2 х 6 км + 2 х 7,5 км)

## Коначан пласман
| # | Име       | ЕСТ | СП 2013 | Укупно |
| - | --------- | --- | ------- | ------ |
| 1 | Норвешка  | 54  | 60      | 114    |
| 2 | Русија    | 60  | 38      | 98     |
| 3 | Чешка     | 48  | 48      | 96     |
| 4 | Француска | 40  | 54      | 94     |
| 5 | Италија   | 36  | 43      | 79     |